# 捷豹C-Type
捷豹C-Type（英文：Jaguar C-Type，又称Jaguar XK120-C），是捷豹汽车在1951年至1953年之间生产并销售的竞赛跑车。该型跑车的“C”即是“竞赛”的英文Competition的首字母。